# Granducato di Meclemburgo-Schwerin
Il Granducato di Meclemburgo-Schwerin fu un granducato del nord della Germania, elevato al suo status nel 1815 dal Congresso di Vienna e precedentemente noto come Ducato di Meclemburgo-Schwerin, a sua volta derivato dalla spartizione del ducato di Meclemburgo. Governato dalla famiglia Nikloting, rimase da sempre uno stato non autosufficiente e con un'economia estremamente arretrata. Dopo la caduta della monarchia nel 1918, divenne lo Stato libero di Meclemburgo-Schwerin. Il 1º gennaio 1934 venne unito con il vicino stato di Meclemburgo-Strelitz per formare lo Stato del Meclemburgo (successivamente parte dello Stato o Land del Meclemburgo-Pomerania Anteriore).

## Geografia
Il territorio del granducato risultò dall'incorporazione, avvenuta nel 1701, nell'allora Ducato di Meclemburgo-Schwerin dell'estinto ducato di Meclemburgo-Güstrow, comprendendo così la maggior parte dell'area centrale e occidentale della regione storica del Meclemburgo. La restante - più piccola parte - di tale regione, posta a sud-est, corrispondeva al ducato di Meclemburgo-Strelitz e alle terre del Vescovato di Ratzeburg a nord-ovest; il Meclemburgo-Strelitz deteneva altresì delle exclave nel territorio del Meclemburgo-Schwerin, come ad esempio le città costiere di Rostock e Wismar, che sino al 1803 erano state proprietà della corona svedese, così come i villaggi interni di Parchim e Güstrow.

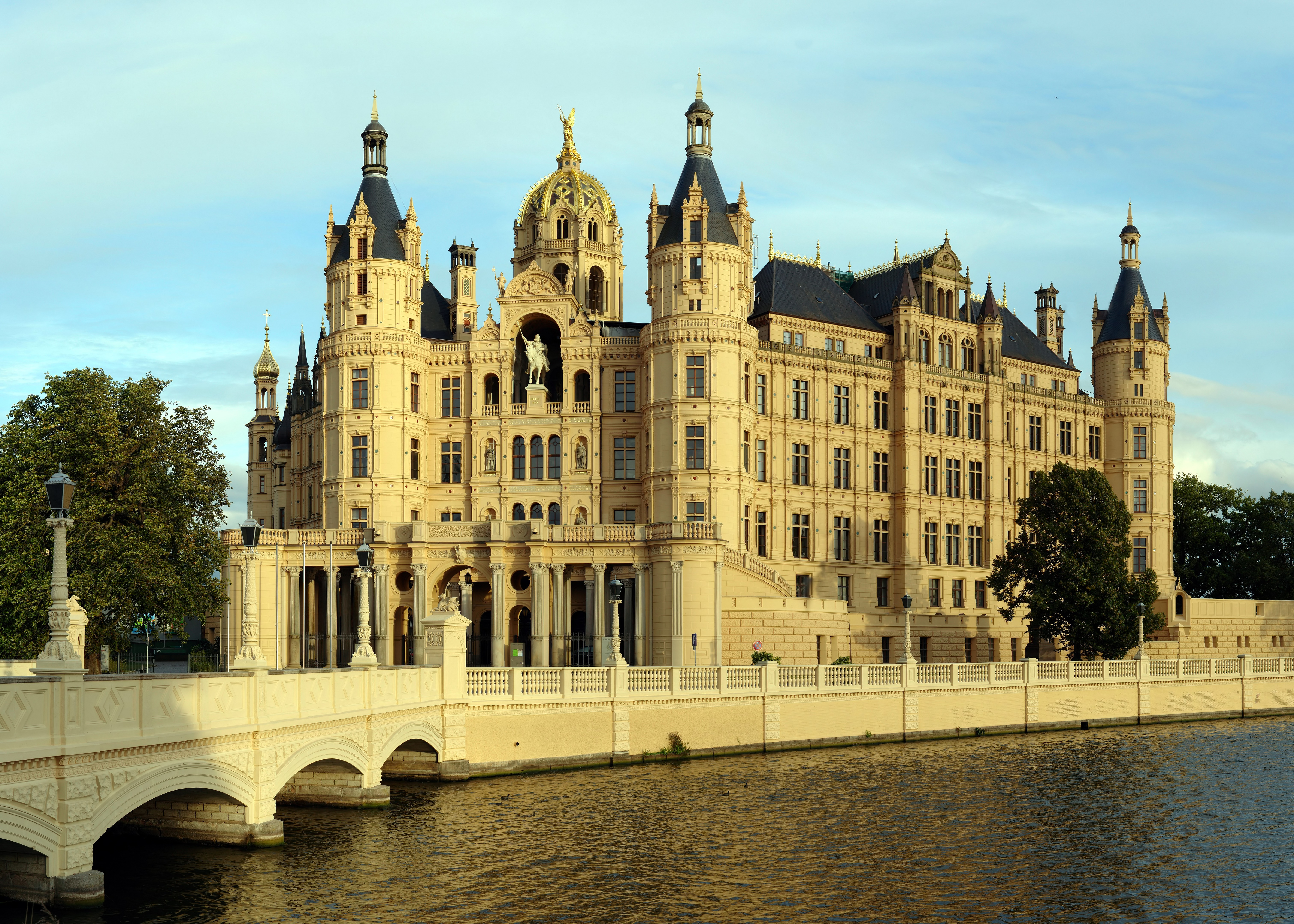
Il castello di Schwerin

Il granducato a nord si affacciava sul Mar Baltico e a nord-est confinava con la provincia prussiana della Pomerania, dove si trovava l'area della Pomerania occidentale (formalmente Pomerania svedese), una regione che correva lungo il corso dei fiumi Recknitz e Peene sino al lago di Kummerow. A sud lo stato confinava con la provincia prussiana del Brandeburgo, con l'exclave di Rossow e Schönberg e (a sud-est) con il distretto di Amt Neuhaus del regno di Hannover, che venne incorporato alla Prussia come provincia di Hannover dopo la guerra austro-prussiana del 1866. Il ducato di Holstein era stato a sua volta incorporato nella provincia di Schlwesig-Holstein, con il che il Meclemburgo si trovò completamente circondato da territori prussiani.

## Storia
Nei primi anni delle guerre rivoluzionarie francesi il duca Federico Francesco I di Meclemburgo-Schwerin era rimasto neutrale e nel 1803 aveva riottenuto Wismar dalla Svezia. Dopo la vittoria di Napoleone nella battaglia di Austerlitz e la dissoluzione del Sacro Romano Impero nel 1806, egli aderì alla Confederazione del Reno con un trattato siglato il 22 marzo 1808. Napoleone, in preparazione all'invasione francese della Russia del 1812, decise di rigettare quest'alleanza ed offrì il ducato al principe ereditario svedese e maresciallo francese Jean Bernadotte in cambio del suo aiuto. Il duca Federico Francesco fu quindi il primo membro della Confederazione ad abbandonare la causa di Napoleone, al quale egli aveva pure inviato un contingente delle proprie armate. Nelle successive guerre della Sesta coalizione egli combatté contro le truppe del Primo Impero francese. Il risultato rischiò di essere non diverso da quanto progettato da Napoleone, perché i nuovi alleati di Federico Francesco I, Prussia e Russia, offrirono il ducato al regno di Danimarca. Il ducato poté però mantenere la propria indipendenza: nel 1814, con la Pace di Kiel, la Danimarca scelse la cosiddetta Pomerania svedese, lasciando autonomo e inviolato il Meclemburgo-Schwerin.
Al Congresso di Vienna del 1815, Federico Francesco decise di aderire alla Confederazione Germanica e, come il cugino regnante nel Meclemburgo-Strelitz, Carlo II, fu promosso al titolo di "Granduca di Meclemburgo-Schwerin". Nel 1819 abolì la servitù della gleba nei suoi territori. Il governo del Meclemburgo era stato organizzato da un accordo sull'eredità risalente al 1755 (Landesgrundgesetzlicher Erbvergleich), che aveva rimosso la gerarchia medievale degli stati, un ostacolo allo sviluppo economico e sociale dei due ducati. Durante la rivoluzione del 1848 il granducato fu travagliato da forti contrasti sulla concessione o meno di una costituzione liberale. Il 10 ottobre 1849 il granduca Federico Francesco II (1823–1883) concesse una nuova costituzione elaborata dal suo primo ministro Ludwig von Lützow, ma la successiva reazione della nobiltà del Meclemburgo e l'opposto atteggiamento del granduca Giorgio di Meclemburgo-Strelitz portarono al ritiro di tutte le concessioni democratiche, rimpiazzate tra il 1851 ed il 1852 da misure più restrittive.
Nella disputa sul vicino Holstein, che culminò nel 1866 con la guerra austro-prussiana, Federico Francesco II sostenne il regno di Prussia, inviando un contingente di truppe; il granducato iniziò quindi a risentire dell'influenza prussiana. Nel 1867 aderì alla Confederazione Germanica del Nord ed allo Zollverein. Nella guerra franco-prussiana (1870–1871) la Prussia ottenne ancora una notevole assistenza dal granduca Federico Francesco II, che era un ardente sostenitore dell'unità della Germania e desiderava la carica di generale nelle nuove armate costituite. Con l'unificazione tedesca del 1871, il Meclemburgo-Schwerin e il Meclemburgo-Strelitz divennero stati dell'Impero tedesco. Ben presto esplosero nuove agitazioni per la concessione di una costituzione democratica e il Reichstag tedesco dovette provvedere a sedare le rivolte.
Nel 1897 Federico Francesco IV (n. 1882) succedette a suo padre Federico Francesco III (1851–1897) come ultimo granduca del Meclemburgo-Schwerin. Nel 1907 il granduca promise una costituzione ai suoi cittadini. Il granducato era ancora sotto un sistema feudale ed il potere esecutivo era tutto nelle mani del sovrano: il granducato si dotò di una propria dieta (Landtag), che teneva però solo una breve sessione, una volta all'anno. Altri incontri, più ristretti, riunivano gli aristocratici ed i proprietari terrieri, oltre ai borgomastri delle città principali. Il Meclemburgo-Schwerin ottenne sei membri al Reichstag di Berlino. Dopo il suicidio del granduca Adolfo Federico VI di Meclemburgo-Strelitz, il 23 febbraio 1918, Federico Francesco fu proclamato reggente del Meclemburgo-Strelitz. Poco dopo, il 14 novembre, egli fu però costretto a rinunciare ad entrambi i troni dalle rivolte che portarono alla caduta di tutti i sovrani tedeschi dopo la fine della prima guerra mondiale. Il granducato divenne lo Stato libero di Meclemburgo-Schwerin e adottò un ordinamento democratico, diventando parte della Repubblica di Weimar.
Dopo otto secoli di dominio incontrastato (interrotti solo dal breve governo del generale Albrecht von Wallenstein dal 1628 al 1630) dei discendenti degli Obodriti, terminava il dominio della casata di Meclemburgo. Dal 1918 i membri dell'ex casata regnante portano il titolo di "principi dei Wendi".

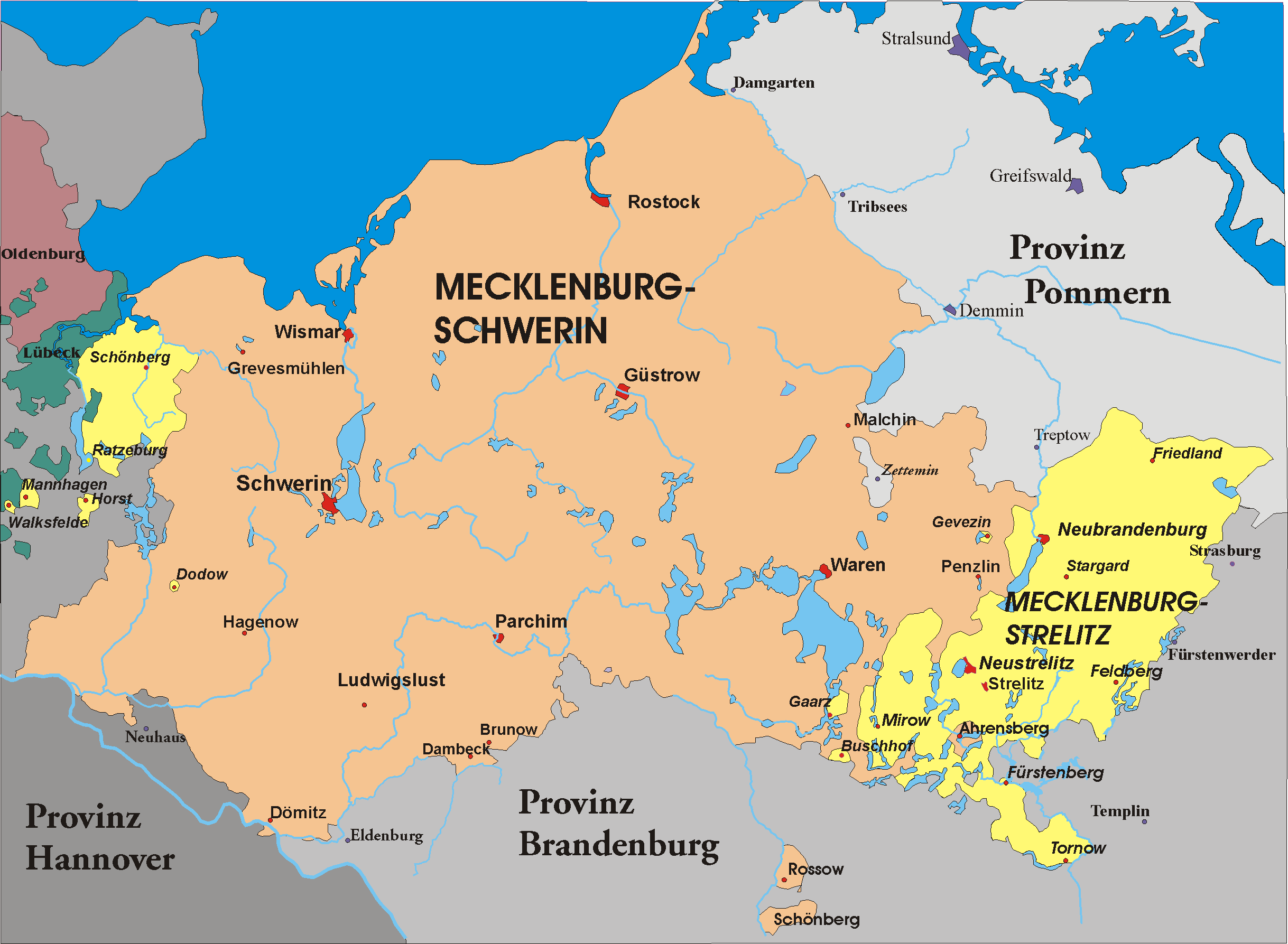
Mecklenburg-Schwerin e annessioni dal 1866 al 1934

## Governo

### Suddivisioni amministrative
Nel 1918 il Granducato di Meclemburgo-Schwerin era composto dalle seguenti province:
- Ducato di Schwerin
- Ducato di Güstrow
- Distretto di Rostock
- Principato di Schwerin
- Signoria di Wismar

### Amministrazione
A seguito della rivoluzione del 1848, il granducato di Meclemburgo-Schwerin si dotò di nuove strutture governative. Dal 15 ottobre 1849 vennero aperti i primi ministeri di stato con sede a Schwerin. Quattro erano i ministeri del granducato:
- Ministero degli Affari Esteri
- Ministero dell'Interno
- Ministero delle Finanze
- Ministero della Giustizia

A capo di questi ministeri sovrintendeva un Ministro di Stato che di fatto ricopriva la carica di Primo Ministro, mentre il Ministero degli Esteri e quello degli Interni erano entrambi riuniti sotto il controllo del medesimo ministro, riducendo quindi di molto il personale governativo e tendendo sempre a concentrare le decisioni nelle mani di pochi.
L'amministrazione militare si trovava sotto la direzione del dipartimento militare del granduca, che ne era anche capo di stato maggiore.
Le tematiche religiose dipendevano invece dal Ministro della Giustizia con un dipartimento per le questioni spirituali direttamente subordinato al vescovo della capitale.

### Elenco dei Ministri di Stato
- 1815–1836: August Georg von Brandenstein
- 1836–1837: Leopold von Plessen
- 1837–1840: Christian Friedrich Krüger
- 1840–1850: Ludwig von Lützow
- 1850–1858: Hans von Bülow
- 1858–1869: Jasper von Oertzen
- 1869–1885: conte Henning von Bassewitz
- 1886–1901: Alexander von Bülow
- 1901–1914: conte Carl von Bassewitz-Levetzow
- 1914–1918: Adolf Langfeld